# Línia evolutiva de Rhyhorn
Aquesta línia evolutiva de Pokémon inclou Rhyhorn, Rhydon i Rhyperior.

## Rhyhorn
Rhyhorn és una de les espècies que apareixen a la franquícia Pokémon, una sèrie de videojocs, anime, mangues, llibres, cartes col·leccionables i altres mitjans que va ser inventada per Satoshi Tajiri i ha generat milers de milions de dòlars en beneficis per a Nintendo i Game Freak. És de tipus terra i roca. Evoluciona a Rhydon.

## Rhydon
Rhydon és una de les espècies que apareixen a la franquícia Pokémon, una sèrie de videojocs, anime, mangues, llibres, cartes col·leccionables i altres mitjans que va ser inventada per Satoshi Tajiri i ha generat milers de milions de dòlars en beneficis per a Nintendo i Game Freak. És de tipus terra i roca. Evoluciona en de Rhyhorn i evoluciona a Rhyperior.

## Rhyperior
Rhyperior és una de les espècies que apareixen a la franquícia Pokémon, una sèrie de videojocs, anime, mangues, llibres, cartes col·leccionables i altres mitjans que va ser inventada per Satoshi Tajiri i ha generat milers de milions de dòlars en beneficis per a Nintendo i Game Freak. És de tipus terra i roca. Evoluciona de Rhydon.